# John Kitzhaber
John Albert Kitzhaber, född 5 mars 1947 i Colfax, Washington, är en amerikansk politiker (demokrat). Han var Oregons guvernör 1995–2003 och 2011–2015.
Kitzhaber har avlagt sin läkarexamen i Oregon. Han gifte sig 1995 med Sharon LaCroix. Sonen Logan föddes 1997 och paret skilde sig år 2003 strax efter Kitzhabers andra mandatperiod som guvernör tog slut.
Kitzhaber tillträdde 2011 på nytt som guvernör. Han hann inleda sin fjärde mandatperiod innan han avgick i februari 2015 på grund av en skandal.